# Efferia fortis
Efferia fortis este o specie de muște din genul Efferia, familia Asilidae. A fost descrisă pentru prima dată de Walker în anul 1855. Conform Catalogue of Life specia Efferia fortis nu are subspecii cunoscute.